# Дитина півночі
«Схід» — фентезійний роман американської письменниці Едіт Патту, вперше опублікований у 2003 році. Сюжет заснований на норвезькій народній казці «На схід від сонця та на захід від місяця».

## Сюжет
Ольда, дружина колишнього картографа Арні, вимушеного зайнятися фермерством, надзвичайно забобонна. Традиційне марновірство у її родині — впевненість у тому, що напрямок пологів впливає на долю та характер дитини. Ольда вирішує народити дітей на усі головні напрямки компасу, окрім півночі — особливо нещасливого напрямку.
Одна з семи народжених дітей, улюблениця матері, яка народилася на схід, рано помирає, і Ольда вирішує, що у неї буде інша «східна» дитина замість померлої Оліві. Однак обставини складаються так, що маленька Роуз народжується на північ. Ольда налякана цим та приховує це від молодшої дочки весь час, поки та росте.
Роуз стає працьовитою та доброю дівчиною, але дуже схильною до авантюр. Вона кілька разів у дитинстві та ранній юности зустрічає на прогулянках загадкового білого ведмедя, якого вважає казковою істотою.
На момент 15-річчя Роуз її родина скочується майже в злидні, і їх ферму продають іншому землевласнику. Більш того, важко занедужує старша сестра Роуз, Зара, ускладнюючи можливий переїзд родини на ферму добросердого сусіда.
Одного вечера до вбитих горем домочадців заходить у будинок білий ведмідь, який розмовляє та просить віддати йому Роуз в обмін на майбутнє благополуччя родини та здоров'я Зари. Роуз тим часом дізнається, що вона насправді — не «східна» ділова домувальниця, а «північна» дитина, якій і уготовані пригоди та ризиковані походеньки. Тому, незважачи на протести люблячих рідних, Роуз погоджується піти з ведмедем.
Ведмідь приводить її до Франції, у прихований від простих людей замок, видовбаний у горі. Там Роуз поселяється. Ведмідь зовсім не турбує її, дозволяючи їй робити, що вона захоче, та навіть відвідати один раз рідних. Саме коли Роуз приходить на місяць додому, Ольда дає їй куплену у торговця амулетами незгасиму свічку, яка дозволить Роуз у будь-який момент вистежити ведмедя та дізнатися, хто ж він такий. Роуз це вдається: ведмідь виявляється зачарованим юнаком. Його закляття спадає у той момент, коли Роуз бачить його обличчя, але, оскільки термін дії чарів обірвався, юнака повинна забрати королева тролів, яка зачарувала його. Так і відбувається. Колишній ведмідь встигає сказати Роуз, що тролі живуть у Ніфльгеймі, чарівній країні «на схід від сонця та на захід від місяця».
Роуз, яка встигла закохатися, проходить повний поневірянь шлях до Ніфльгейма. У цьому їй допомагають добрі селяни, нащадок вікінгів та ескімоська шаманка. У Ніфльгеймі Роуз виявляє, що її коханому стерли пам'ять про неї, і він збирається одружитися з королевою тролів. Однак Роуз, заручившись допомогою молодого троля Тукі, повертає спогади юнаку-ведмедю, який виявився колишнім французьким принцом Карлом. Короліва тролів спалює Тукі за співпрацю з «м'якошкірими»-людьми, але від вогню обрушується і її власний крижаний палац.
Роуз зі своїм коханим і людьми — рабами тролів — повертається додому. Вдома вона дізнається, що обіцяний юнаком-ведмедем добробут дійсно досягнутий: землевласник Сорен не вигнав родину з ферми та став допомагати батькові Роуз у справах, а Зара одужала і стала нареченою Сорена.
Закінчується роман, як багато інших казок, весіллями: Роуз та Карла, Зари та Сорена.

## Персонажі

### Родина Роуз
- Арні, фермер, який знову став картографом завдяки фінансовій підтримці Сорена. Майстерно малює рози вітрів для кожного зі своїх дітей.

- Ольда, його дружина, дуже забобонна, але добра та турботлива жінка. Дочка картографа Осбйорна Лавранса, вчителя Арні.

#### Діти Ольди та Арні (за зростанням старшинства)
- Оріана (або Ніам) Роуз, головна героїня книги, яка народилася на північ. Наймолодша у родині. З дитинства була охоплена жадобою пригод та досліджень. Пошлюбила принца Карла, врятувавши його з королівства тролів.

- Недді Вілфрід, її брат, який народився на північний захід. Відданий друг Роуз. Мріяв стати поетом, але потім передумав.

- Віллем, їх брат, який народився на захід. Коли уся родина у кінці книги переїжджає до Тронгейму, Віллем залишається на фермі.

- Зорда Венда, їх сестра, яка народилася на південний захід.

- Зара, їх сестра, яка народилася на південь. У часи бідності важко хворіла, але, завдяки допомозі Сорена, для неї вдалося викликати хорошого лікаря. Одужавши, вона закохалася у Сорена і одружилася з ним.

- Зьольда Оррі, їх сестра, яка народилася на південний схід. На початку роману одружилася з ковалем та поїхала далеко від дому.

- Оліві, їх сестра, яка народилася на схід, улюблениця Ольди, яка померла у віці восьми років. Була тихою і слухняною, ніколи не вирізнялася здоров'ям.

- Нільс Отто, їх брат, який народився на північний схід, старша дитина у родині. На початку роману поїхав шукати работу у Данії.

#### Діти Роуз
У Роуз було четверо дітей. У епілозі роману названі імена її первістка Тукі та другої дитини Ніни.

### Мешканці Франції
- Принц Карл П'єр Філіп, був перетворений тролями у білого ведмідя. 150 років перебував під закляттям. Закохався у Роуз, ледве уникнув одруження на короліві тролів. Історично був старшим братом Карла VII.

- Софі, молода вдова, яка живе з дочкою. Виходжувала хвору Роуз та допомогла їй знайти шлях до Ніфльгейму.

- Естель, її маленька дочка.

- Серж, брат Софі, допоміг Роуз знайти корабель, що пливе на північ.

### Мешканці Норвегії
- Гаральд Сорен, купив ферму Арні. Допоміг Арні відкрити виробництво карт. Одружився з Зарою.

- Могенс, його повірений, розважливий чоловік, який бажав виселити родину Роуз з ферми.

- Торск, бідняк, вдівець, сусід родини Роуз, чоботар.

- Вдова Озіг, сварлива та забобонна ткаля. Роуз позичала у неї ткацький верстат.

- Сіг Еверхарт, пияк, який бачив білого ведмедя та Роуз.

### Екіпажі кораблів
- Контаріні, жорстокий капітан португальської каравели. Відмовився взяти Роуз на борт.

- Тор, нащадок вікінгів, капітан маленького утлого суденця, пияк. Втратив усю родину, з тих пір і запив.

- Гест, його матрос, який розповів Арні та Сорену про місцезнахождення Роуз.

- Горан, його матрос, замкнутий та мовчазний, загинув під час бурі.

### Ескімоси
- Мальмо, шаманка, провела Роуз через Гренландію до самого кордону Ніфльгейма.

- Рекко, ескімоска, до якої дуже прив'язався Тор.

### Тролі
- Королева тролів, злая та підступна красуня, яка закохалася у принца Карла.

- Урда, її коляшня нянька.

- Тукі, син Урди, допомагав Роуз і був за це вбитий королевою тролів. На його честь Роуз назвала свого первістка.

- Сімка, кухарка королеви, яка постійно знущалася над Роуз.

- Сікрам Ралатт, який видавав себе за торговця амулетами у селі Андальсіни. У нього Ольда купила незгасиму свічку.

## Оцінка роману
Роман «Схід» отримав позитивні відгуки критики, а також такі премії:
- 2008 Номінація на Rebecca Caudill Young Reader’s Book Award
- 2007 Номінація на Wales Bay Book Award
- 2006/2007 Номінація на Florida Association for Media in Education Florida Teen Reads
- 2006 Премія International Reading Association Young Reader’s Choice
- 2006 Номінація на Pacific Northwest Library Association YRCA
- 2006 Премія Nebraska’s Children’s Choice Golden Sower Award Honor Book, Young Adult category
- 2006 Номінація на Edmonton, Canada Public Libraries Young Reader’s Choice
- 2005/2006 Номінація на Ottakar’s Children’s Book Prize
- 2005/2006 Номінація на South Carolina Young Adult Book Award
- 2005 Попадання до переліку 100 Best of the Best Young Adult Books for the 21st Century
- 2005 Номінація на Georgia Peach Book Award
- 2004/2005 Премія Children’s Literature Association of Utah Beehive
- 2004/2005 Номінація на Pennsylvania Young Reader’s Choice Award
- 2004 Премія Ohioana Book — Juvenile Literature
- 2004 Премія American Library Association Notable Children’s Book
- 2004 Премія Young Adult Library Association Top Ten Books for Young Adults
- 2004 Премія Junior Library Guild Selection
- 2004 Премія Michigan Library Association Thumbs Up! Honor Book
- 2004 Премія School Library Journal Top Ten Young Adult Book
- 2004 Попадання до переліку New York Public Library Best Books for the Teen Age
- 2003 Премія Independent Booksellers Book Sense 76[2]